# تصفيات كأس العالم 2014 – أوروبا المجموعة ج
تصفيات كأس العالم لكرة القدم 2014 أوروبا المجموعة C هي إحدى مجموعات اليويفا المؤهلة لكأس العالم لكرة القدم 2014. وتضم المجموعة النمسا، وجزر فارو، وألمانيا، وكازاخستان، وأيرلندا والسويد.
فائز المجموعة سوف يتأهل بشكل مباشر إلى نهائيات كأس العالم 2014. ومن بين أصحاب المركز الثاني في المجموعات التسع، سيتقدم أفضل ثمانية (يتم يتم تحديدهم عن طريق نتائجهم ضد الفرق أصاحب المركز الأول، والثالث، والرابع، والخامس فقط لتحقيق التوازن بين الجماعات المختلفة) احتلوا المركز الثاني إلى المباريات الفاصلة، حيث سيتم تقسيمهم إلى أربعة مواجهات ذهاب وإياب لتحديد هوية المتأهلين الأربع الآخرين.

## الترتيب
| الفريق          | لعب | ف | ت | خ | أ.له | أ.ع | أ.ف | نقاط |  | ألمانيا | السويد | النمسا | جمهورية أيرلندا | كازاخستان | جزر فارو |
| --------------- | --- | - | - | - | ---- | --- | --- | ---- |  | ------- | ------ | ------ | --------------- | --------- | -------- |
| ألمانيا (Q)     | 10  | 9 | 1 | 0 | 36   | 10  | +26 | 28   |  | —       | 4–4    | 3–0    | 3–0             | 4–1       | 3–0      |
| السويد (A)      | 10  | 6 | 2 | 2 | 19   | 14  | +5  | 20   |  | 3–5     | —      | 2–1    | 0–0             | 2–0       | 2–0      |
| النمسا          | 10  | 5 | 2 | 3 | 20   | 10  | +10 | 17   |  | 1–2     | 2–1    | —      | 1–0             | 4–0       | 6–0      |
| جمهورية أيرلندا | 10  | 4 | 2 | 4 | 16   | 17  | −1  | 14   |  | 1–6     | 1–2    | 2–2    | —               | 3–1       | 3–0      |
| كازاخستان       | 10  | 1 | 2 | 7 | 6    | 21  | −15 | 5    |  | 0–3     | 0–1    | 0–0    | 1–2             | —         | 2–1      |
| جزر فارو        | 10  | 0 | 1 | 9 | 4    | 29  | −25 | 1    |  | 0–3     | 1–2    | 0–3    | 1–4             | 1–1       | —        |

## المباريات
تم تحديد جدول المباريات في اجتماع عقد في فرانكفورت، ألمانيا من 17–18 نوفمبر 2011. ولكن المواعيد لم يصدق عليها الفيفا وأعلن عن جدول زمني جديد في 5 ديسمبر 2011 مع تعديل موعد المباراتين بين النمسا وجزر فارو.
| كازاخستان     | 2–1   | جمهورية أيرلندا           |
| ------------- | ----- | ------------------------- |
| نوردولتوف 37' | تقرير | كين 88' (ركل.) · دويل 90' |

| ألمانيا                    | 0–3   | جزر فارو |
| -------------------------- | ----- | -------- |
| غوتزه 28' · أوزيل 54'، 72' | تقرير |          |

| السويد                | 0–2   | كازاخستان |
| --------------------- | ----- | --------- |
| إيلم 37' · بيرغ 90+4' | تقرير |           |

| النمسا         | 2–1   | ألمانيا                     |
| -------------- | ----- | --------------------------- |
| يونوزوفيتش 57' | تقرير | رويس 44' · أوزيل 52' (ركل.) |

| كازاخستان | 0–0   | النمسا |
| --------- | ----- | ------ |
|           | تقرير |        |

| جزر فارو       | 2–1   | السويد                              |
| -------------- | ----- | ----------------------------------- |
| بالدفينسون 57' | تقرير | كاتشانيكليتش 65' · إبراهيموفيتش 75' |

| جمهورية أيرلندا | 6–1   | ألمانيا                                                      |
| --------------- | ----- | ------------------------------------------------------------ |
| كيو 90+2'       | تقرير | رويس 32'، 40' · أوزيل 55' (ركل.) · كلوزه 58' · كروس 61'، 83' |

| جزر فارو  | 4–1   | جمهورية أيرلندا                                           |
| --------- | ----- | --------------------------------------------------------- |
| هانسن 69' | تقرير | ويلسون 46' · والترز 53' · يوستينوسن 73' (ه.ع.) · أودي 88' |

| النمسا                                    | 0–4   | كازاخستان |
| ----------------------------------------- | ----- | --------- |
| يانكو 24'، 63' · ألابا 71' · هارنيك 90+3' | تقرير |           |

| ألمانيا                                   | 4–4   | السويد                                                   |
| ----------------------------------------- | ----- | -------------------------------------------------------- |
| كلوزه 8'، 15' · ميرتيساكر 39' · أوزيل 55' | تقرير | إبراهيموفيتش 62' · لوستيغ 64' · إلماندر 76' · إيلم 90+3' |

| كازاخستان | ضد | ألمانيا |
| --------- | -- | ------- |
|           |    |         |

| النمسا | ضد | جزر فارو |
| ------ | -- | -------- |
|        |    |          |

| السويد | ضد | جمهورية أيرلندا |
| ------ | -- | --------------- |
|        |    |                 |

| ألمانيا | ضد | كازاخستان |
| ------- | -- | --------- |
|         |    |           |

| جمهورية أيرلندا | ضد | النمسا |
| --------------- | -- | ------ |
|                 |    |        |

| النمسا | ضد | السويد |
| ------ | -- | ------ |
|        |    |        |

| جمهورية أيرلندا | ضد | جزر فارو |
| --------------- | -- | -------- |
|                 |    |          |

| السويد | ضد | جزر فارو |
| ------ | -- | -------- |
|        |    |          |

| كازاخستان | ضد | جزر فارو |
| --------- | -- | -------- |
|           |    |          |

| ألمانيا | ضد | النمسا |
| ------- | -- | ------ |
|         |    |        |

| جمهورية أيرلندا | ضد | السويد |
| --------------- | -- | ------ |
|                 |    |        |

| كازاخستان | ضد | السويد |
| --------- | -- | ------ |
|           |    |        |

| النمسا | ضد | جمهورية أيرلندا |
| ------ | -- | --------------- |
|        |    |                 |

| جزر فارو | ضد | ألمانيا |
| -------- | -- | ------- |
|          |    |         |

| ألمانيا | ضد | جمهورية أيرلندا |
| ------- | -- | --------------- |
|         |    |                 |

| السويد | ضد | النمسا |
| ------ | -- | ------ |
|        |    |        |

| جزر فارو | ضد | كازاخستان |
| -------- | -- | --------- |
|          |    |           |

| السويد | ضد | ألمانيا |
| ------ | -- | ------- |
|        |    |         |

| جزر فارو | ضد | النمسا |
| -------- | -- | ------ |
|          |    |        |

| جمهورية أيرلندا | ضد | كازاخستان |
| --------------- | -- | --------- |
|                 |    |           |

## الهدافين
عدد الأهداف المُسجلة  101 هدفًا  في 30 مباراة، بمتوسط 3.37 هدفًا في المباراة الواحدة.
8 أهداف
- مسعود أوزيل

6 أهداف
- دافيد ألابا
- روبي كين
- زلاتان إبراهيموفيتش

5 أهداف
- ماركو رويس

4 أهداف
- ماريو غوتزه
- ميروسلاف كلوزه
- توماس مولر
- آندريه شورله

3 أهداف
- مارتن هارنيك
- مارك يانكو
- توني كروس
- جوناثان والترز
- يوهان إلماندر

هدفان
- فيليب هوسينير
- أندرياس إيفانشيتز
- زلاتكو يونوزوفيتش
- بير ميرتيساكر
- Andrei Finonchenko
- Kairat Nurdauletov
- راسموس إيلم
- توبياس هيسين
- ألكسندر كاتشانيكليتش

هدف
- جيورجي غاريتش
- سباستيان برودل
- Rógvi Baldvinsson
- Fróði Benjaminsen
- أرنبيورن هانسين
- Hallur Hansson
- إيلكاي غوندوغان
- سامي خضيرة
- هينريش شميدتجال
- Dmitriy Shomko
- كيفن دويل
- أندي كيو
- دارين أودي
- جون أوشي
- مارك ويلسون
- ماركوس بيرغ
- ميكائيل لوستيغ
- مارتين أولسون
- Anders Svensson

هدف ذاتي
- Pól Jóhannus Justinussen (ضد جمهورية أيرلندا)
- Dmitriy Shomko (ضد جمهورية أيرلندا)

## وصلات خارجية
- نتائج وجدول مجموعة اليويفا C (نسخة FIFA.com)
- نتائج وجدول مجموعة اليويفا C (نسخة UEFA.com)